# Stadtarchiv Göttingen
Das 1581 erstmals erwähnte Stadtarchiv Göttingen ist das kommunale Archiv der niedersächsischen Stadt Göttingen. Es ist zuständig für die Aufbewahrung von historisch wertvollem Schriftgut der Stadtverwaltung Göttingen und verwahrt darüber hinaus Bestände zur Geschichte der Stadt Göttingen für stadtgeschichtliche, heimatkundliche und genealogische Forschungen.

## Standort
Seit 2020 befindet sich das Stadtarchiv Göttingen im Gebäude der ehemaligen Büroartikelfabrik von Emil Mehle, Weender Landstraße 69.

### Ehemalige Standorte
- Bis 1898 im Alten Rathaus, Markt[1]
- bis 1936: im Stadthaus, Gotmarstraße 8[3][4]
- ab 1936: Theaterplatz 5[5][3][6]
- 1981–2019, Neues Rathaus (dritter Bauabschnitt), Reinhäuser Landstraße[1]

## Leitung
- 1894–1900: Julius Priesack[7]
- 1900–1934: Ferdinand Wagner (ehrenamtlich)[4]
- 1934[4]–1959: Wilhelm van Kempen
- 1959–1973: Walter Nissen
- 1974–1996: Helga-Maria Kühn[8]
- 1997–2020: Ernst Böhme (ab 2005 auch Leiter des Städtischen Museums in Göttingen[9])[10]
- seit Anfang 2020 Kristin Kalisch[11]

## Veröffentlichungen
(Quellen: )

### Seit 1960, ReiheStudien zur Geschichte der Stadt Göttingen(Auswahl)
- Bd. 24: Jan Volker Wilhelm: Das Baugeschäft und die Stadt. Stadtplanung, Grundstücksgeschäfte und Bautätigkeit in Göttingen (1861–1924). Vandenhoeck & Ruprecht, Göttingen, 2006, ISBN 3-525-85425-0.
- Bd. 25: Jürgen Schallmann: Arme und Armut in Göttingen 1860–1914. Vandenhoeck & Ruprecht, Göttingen 2014, ISBN 978-3-525-85427-3.

### Seit 1985, ReiheVeröffentlichung des Stadtarchivs Göttingen
- Bd. 1: Ekhard Sürig: Göttinger Zeitungen. Göttingen 1985.
- Bd. 2: Gerd Tamke, Reiner Driever: Göttinger Straßennamen nach Familien, Bürgern und Personen. Göttingen 1986, 3. Auflage 2012. (Digitalisat)
- Bd. 3: Heinz Kelterborn: Der „Steuerumgang“ in Göttingen 1539 und 1558. Göttingen 1988.
- Bd. 4: Christina Bolte: Plakate im Stadtarchiv Göttingen. Göttingen 1991.
- Bd. 5: Hans Winters: Die Göttinger Stadtverfassung von 1852 bis 1994. Eine Darstellung ihrer Geschichte und Chronologie mit Abdruck der wichtigsten Dokumente. Göttingen 1995.[16]
- Bd. 6: Ernst Böhme: Göttingen. Kleiner Führer durch die Stadtgeschichte. GT-Verlag, Göttingen 1999.
- Bd. 7: Maria Hauff (Bearb.): „Ins Stammbuch geschrieben.“ Studentische Stammbücher des 18. und 19. Jahrhunderts aus der Sammlung des Stadtarchivs Göttingen. CD-ROM + Beilage. Duehrkohp und Radicke, Göttingen 2000, ISBN 978-3-89744-134-7.
- Bd. 8: Reinhard Tenberg (Bearb.): Autographen im Stadtarchiv Göttingen. CD-ROM. Göttingen 2000, ISBN 978-3-9803062-3-2.
- Bd. 9: Ernst Böhme (Hrsg.): Kaiserreich und Republik in Göttingen. Dokumente aus dem Stadtarchiv Göttingen, Heft 2. Göttingen 2010.

### Seit 1994, ReiheQuellen zur Geschichte der Stadt Göttingen
- Bd. 1: Franciscus Lubecus: Göttinger Annalen, von den Anfängen bis zum Jahr 1588. Bearbeitet von Reinhard Vogelsang. Wallstein, Göttingen 1994, ISBN 3-89244-088-3
- Bd. 2: Andreas Wähner: Tagebuch aus dem Siebenjährigen Krieg. Bearbeitet von Sigrid Dahmen. Universitätsverlag Göttingen, Göttingen 2012, ISBN 978-3-86395-063-7.

### Seit 1995, ReiheDokumente aus dem Stadtarchiv Göttingen
- Bd. 1: Göttingen im Dritten Reich. Bearbeiter Peter Aufgebauer, Dieter Neitzert; Hrsg. Helga-Maria Kühn. Göttingen 1995.
- Bd. 2: Kaiserreich und Republik in Göttingen. Hrsg. Ernst Böhme. Göttingen 2010.